# Arif Babür Ordu

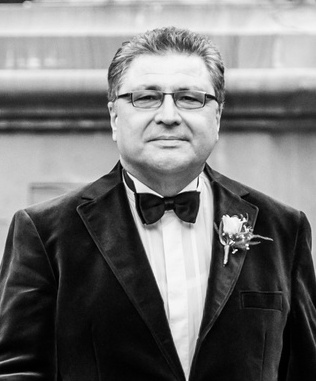
Arif Babür Ordu (2014)

Arif Babür Ordu (* 18. Juli 1956 in Istanbul, Türkei; † 23. Oktober 2024 in Kassel) war ein deutsch-türkischer Arzt, Politiker und Unternehmer. Ordu war von 1987 bis 1998 FDP-Mitglied und von 1993 bis 1999 Bundesvorsitzender der Liberalen Türkisch-Deutschen Vereinigung (LTD); seitdem war er ihr Ehrenvorsitzender.

## Biografie
Ordu wurde als Sohn eines Agraringenieurs und einer Kinderärztin in Istanbul geboren. Seine Mutter Kamran Ordu, geb. Yolageldili, hatte bereits von 1949 bis 1953 als Assistentin von Albert Eckstein ihre Weiterbildung zur Fachärztin in Deutschland absolviert. Anfang 1962 wurde sie von Johannes Baptist Mayer an die Universität des Saarlandes gerufen. Mit ihr kamen auch ihr Mann Oguz und ihr Sohn Arif Babür nach Deutschland. Nach dem Abitur am Schwalm-Gymnasium in Schwalmstadt studierte Ordu an der Philipps-Universität Marburg Medizin. Dort legte er 1982 das Staatsexamen ab und promovierte zu dem Thema „Dokumente zur Geschichte des Deutschen Krankenhauses in Istanbul“. Nach der Ableistung seines Grundwehrdienstes beim Sanitätsbataillon in Marburg – als erster Stabsoffizier türkischer Herkunft in der Bundeswehr – bildete sich Ordu zum Hausarzt weiter. Er blieb in Nordhessen und gründete 1984 eine Allgemeinmedizinpraxis in Homberg.
Ordu engagierte sich in der Folgezeit bei der Kassenärztlichen Vereinigung Hessen (PR-Ausschuss, Medienbeirat und Moderator bei der ARD-Gesundheitssendung „Hallo, wie geht’s?“) und im Berufsverband der Hausärzte in Hessen (Bezirksvorsitzender, Landesvorstand). 1992 wurde er, auch als erster Arzt türkischer Herkunft, zum Ärztekammervorsitzenden des Bezirks Marburg gewählt.
Die fremdenfeindlichen Anschläge von Mölln 1992 und Solingen 1993 führten Ordu zu der Überzeugung, dass er sich noch mehr für eine friedliche, gemeinsame Zukunft der Einwanderer und Einheimischen engagieren müsse. Neben seinen politischen Aktivitäten hielt er in diesen Jahren viele Vorträge, um das Verständnis zwischen Deutschen und Migranten zu fördern.
1993 gründete er den Türkischen-Deutschen Arbeitgeberverband Nordhessen und wurde ihr stellvertretender Vorsitzender. 1995 wurde er bei der Neugründung des bundesweiten Türkisch-Deutschen Arbeitgeberverbandes (TIDAF) zum ersten Aufsichtsratsvorsitzenden gewählt. Nach dem Tod seiner Mutter 1989 starb auch sein Vater nach kurzer, schwerer Krankheit 1997. Daraufhin gab Ordu 1998 seine Hausarztpraxis in Homberg an einen Nachfolger ab und engagierte sich mit weiteren Kollegen für die Entwicklung der Alten- und Pflegeversorgung von türkischen Migranten in Deutschland und von Rückkehrern in der Türkei. Nach dem großen Erdbeben in İzmit 1999 trug er als erster Vorsitzender des Vereins Waisenhaus Izmit e.V. maßgeblich dazu bei, dass mit Hilfe von Spendengeldern der Europäischen Entwicklungsbank in Luxemburg das zerstörte Waisenhaus der Erdbebenregion wiederaufgebaut werden konnte.
2001 gründete Ordu in Kassel eine neue Hausarztpraxis, die sich schnell bei den türkischen Migranten großer Beliebtheit erfreute. Sie wurde zur Keimzelle des MVZ Medikum 2006. Nach der Trennung von der Medikum-Gruppe 2008 gründete Ordu eine neue Hausarztpraxis in Kassel-Mitte, die sich besonders auf die gesundheitlichen Belange der Migranten spezialisiert hat (Meditürk). 2009 gründete Ordu den Türkischen Gesundheitsrat Nordhessen e.V. mit dem Ziel, das Gesundheitswissen und auch das Gesundheitsbewusstsein bei türkischen Migranten zu vertiefen. Er ist 1. Vorsitzender dieses Vereins.

### Projekt Gesundheitspartnerschaft Nordhessen
Als es 2004 zu Reformen in der Gesetzgebung zur ambulanten, ärztlichen Versorgung kam, initiierte Ordu eine der ersten unabhängigen Polikliniken Deutschlands: das Medizinische Versorgungszentrum „Medikum“. Gegründet 2005, nahm das Medikum in Kassel 2006 die Patientenbehandlung auf. Unter der Geschäftsführung und ärztlichen Leitung von Ordu wuchs das Unternehmen mit 16 Ärzten, 50 Mitarbeitern und zwei Betriebsstätten in Kassel und Baunatal schnell zum zweitgrößten MVZ bundesweit an. 2007 gelang ihm erstmals seit Gründung der Kassenärztlichen Vereinigungen in Deutschland 1932 ein alternativer Versorgungsvertrag mit dem Verband der Ersatzkassen (§ 73c SGB V).
Die Gesundheitspartnerschaft Nordhessen versprach direkte Vorteile für die Patienten und für die Ärzte. Obwohl die Teilnahme an diesem bundesweit beispiellosen Versorgungsprojekt für Patienten und Ärzte auf freiwilliger Basis geplant war, riefen die Kassenärztlichen Vereinigungen (KV) und die ärztlichen Berufsverbände öffentlich zum Boykott dieses Vorhabens auf. Die darauffolgenden deutschlandweiten Auseinandersetzungen führten auch zu fremdenfeindlichen Anschuldigungen Ordus durch KV-Funktionäre. Obwohl sich das MVZ Medikum gegen die KV Hessen juristisch in mehreren Instanzen vollständig durchsetzen konnte, wurde der Druck auf die Mitgesellschafter Ordus so groß, dass er sich als Geschäftsführer, Leitender Arzt und Gesellschafter des MVZ 2008 zurückziehen musste. Kurze Zeit danach wurde die Umsetzung des Projektes durch die neue Geschäftsführung des Medikum aufgegeben. Seitdem hat es keinen weiteren Versuch in Deutschland gegeben, eine so umfassende Versorgung außerhalb des KV-Systems zu entwickeln.

### Politik
Das liberale, kosmopolitische Elternhaus Ordus spielte bei der Entwicklung seiner politischen Neigungen eine Hauptrolle. So trat er 1987 in den FDP-Landesverband Hessen ein. Anfangs engagierte er sich im Landesfachausschuss Soziales und Gesundheit und wurde 1993 in den entsprechenden Bundesfachausschuss gewählt. Beim Neujahrsempfang 1993 der FDP Schleswig-Holstein lernte er den türkischstämmigen Nachwuchspolitiker Mehmet Daimagüler kennen.
Gemeinsam entstand die Idee, eine politische Infrastruktur für liberale türkische Migranten zu schaffen. Der Zeitpunkt war gut gewählt, da nach den terroristischen Brandanschlägen in Mölln und Solingen die türkischen Einwanderer verunsichert und in einer politischen Aufbruchsstimmung waren. Ordu nahm Kontakt mit dem hessischen FDP-Landesvorsitzenden Wolfgang Gerhardt und dem neuen Bundesvorsitzenden Klaus Kinkel auf. Insbesondere Kinkel unterstützte dieses Anliegen. Der türkische Botschafter in Bonn, Onur Öymen, lud Ordu nach Stuttgart zu einem Treffen mit dem Grünen-Politiker Cem Özdemir ein.  Im selben Jahr, 1993, wurde in Frankfurt am Main unter dem Beisein von Hermann Otto Solms, Ignatz Bubis und Cornelia Schmalz-Jacobsen die „Liberale Türkisch-Deutsche Vereinigung“ (LTD) gegründet; Ordu wurde ihr Bundesvorsitzender. Der politische Durchbruch für die LTD und andererseits auch für die FDP bei den Migranten war die erstmalige Teilnahme des Bundesaußenministers und Vizekanzlers Klaus Kinkel an einer FDP-LTD-Wahlveranstaltung in Offenbach am Vorabend der Bundestagswahl 1994. Das  Treffen fand ein großes Medienecho in den deutsch-türkischen Medien und öffnete auch die Augen der FDP für das Wählerklientel. Nach der von der schwarz-gelben Koalition gewonnenen Bundestagswahl, bei der Ordu im Gegensatz zu Cem Özdemir den Einzug in das Parlament nicht schaffte, galt er dennoch als der einflussreichste Migrantenpolitiker. Bis 1997 organisierte die LTD bundesweit noch zahlreiche Treffen der FDP-Parteiführung mit türkischstämmigen Wählern.
Auf dem Höhepunkt der ausländerfeindlichen Attacken 1993 hatte Ordu gemeinsam mit dem Vorsitzenden der Türkisch-Deutschen Gesundheitsstiftung Yaşar Bilgin den „Rat der türkischen Staatsbürger“ (RTS) gegründet, mit dem Ziel, als Dachorganisation aller politischer Organisationen türkischer Migranten zu dienen. Bilgin wurde Vorsitzender, Ordu sein Stellvertreter. Seine erste Bewährungsprobe hatte der RTS schon wenige Wochen nach der Gründung. Bundesinnenminister Rudolf Seiters befürchtete bei den dem Mordanschlag von Solingen folgenden Unruhen eine Eskalation und lud den RTS-Vorstand zu einer Konsultation nach Bonn ein. Den Mitgliederorganisationen des RTS gelang es in der Folgezeit, beruhigend auf die angespannte gesellschaftliche Atmosphäre einzuwirken, so dass es zu keiner weiteren Eskalation kam.
Ordu hatte sich derweil auch kommunalpolitisch engagiert. 1993 wurde er zum ehrenamtlichen Stadtrat von Homberg gewählt, im darauffolgenden Jahr auch in den FDP-Bezirksvorstand Nordhessen. Bei migrationspolitischen Themen wurde er auch als Berater in Bundesvorstand und -Präsidium hinzugezogen. Als 1996 für die Erarbeitung des neuen Parteitagsprogramms eine Arbeitsgruppe eingesetzt wurde, war Ordu als Mitglied vornehmlich an den Inhalten zur Einwanderungspolitik („Die offene Bürgergesellschaft“) beteiligt. Diese wurden als die „Wiesbadener Grundsätze“ auf dem Bundesparteitag 1997 mit großer Mehrheit verabschiedet.
In der Türkei war 1994 die „Liberal Demokrat Parti“ (LDP) gegründet worden. Ihr Vorsitzender, der Unternehmer Besim Tibuk, nahm Kontakt mit Ordu auf, um auch die türkischen Migranten in Deutschland als Unterstützer zu gewinnen. Nachdem sich die Vorsitzenden Tibuk und Ordu 1994 kennengelernt hatten, sagten sich die beiden Organisationen eine weitgehende gegenseitige Unterstützung zu. Die LTD organisierte 1995 eine Deutschlandreise von Besim Tibuk, wobei es in Frankfurt auch zu einem Treffen mit dem FDP-Bundesvorsitzenden Klaus Kinkel kam. Darüber hinaus traf Tibuk auch Ignatz Bubis, der diesen Besuch in Istanbul erwiderte.
Als die Vorbereitung auf die Bundestagswahlen 1998 anliefen, bewarb sich Ordu  um eine Wahlkreiskandidatur, um damit auch einen aussichtsreichen Landeslistenplatz zu bekommen. Obwohl diese erste Kandidatur eines türkischstämmigen Politikers in einer bürgerlichen Partei von vielen Bundespolitikern unterstützt wurde, kam es vor Ort in Nordhessen zur Blockade dieses Vorhabens durch lokale und regionale Parteiamtsträger. So stellte der Bezirksvorstand für die Wahl des Wahlkreiskandidaten schon eine Gegenkandidatin auf. Dennoch konnte sich Ordu in einer knappen Kampfabstimmung als Wahlkreiskandidat durchsetzen, scheiterte jedoch bei dem Wahllandesparteitag 1997 in Friedberg.
Ungewollte Brisanz erhielt der  Vorgang, als ein Reporter des Hessischen Fernsehens zufällig mitbekam, dass ein Parteitagsdelegierter während der Kandidatenrede von Ordu diesen als „Türkischen Kanacken“ beschimpfte. Als sich nach einem Bericht des Hessenfernsehens die Parteigremien damit nicht beschäftigen wollten und sich mit einer halbherzigen Erklärung des Delegierten zufriedengeben wollten, erklärte Ordu nach 11-jähriger Mitgliedschaft seinen Austritt aus der FDP.